# Gamers!
Gamers! (Nhật: ゲーマーズ! Hepburn: Gēmāzu!) là một light novel Nhật Bản sáng tác bởi Aoi Sekina và minh hoạ bởi Saboten. Fujimi Shobo đã xuất bản toàn bộ 12 tập từ năm 2015 đến 2019 dưới ấn hiệu Fujimi Fantasia Bunko. Một TV Anime được Pine Jam phát sóng vào 13 tháng 7 năm 2017.

## Giới thiệu
Gamers! là một light novel tình cảm hài hước này kể về những học sinh trung học yêu thích trò chơi điện tử: Amano Keita – một anh chàng đơn độc rất thích chơi game; Tendo Karen – hội trưởng xinh đẹp của câu lạc bộ game; Hoshinomori Chiaki – nữ game thủ hay khắc khẩu với Keita; Uehara Tasuku – bên ngoài thì luôn ra vẻ tận hưởng thế giới thật, nhưng thật ra cậu lại rất yêu thích các trò chơi.

## Cốt truyện
Amano Keita là một cậu thanh niên thích chơi game nên thường hay tự cô lập với bạn bè mình. Cậu gặp Tendo Karen - cô gái xinh đẹp được coi là idol của trường vì thành tích học tập xuất sắc và là trưởng câu lạc bộ Game. Bị ấn tượng bởi niềm yêu thích game của Keita, Karen mời cậu tham gia Câu lạc bộ Game, nhưng cuối cùng Keita từ chối vì cậu chỉ thích chơi game để tận hưởng, còn các thành viên Clb Game thì chơi game để rèn luyện kỹ năng, cạnh tranh và chiến thắng. Chính sự từ chối này đã vô tình tạo ra một chuỗi sự kiện trong cuộc sống của Keita và những bạn học của cậu, từ đó xảy ra nhiều chuyện hiểu lầm về game và về chuyện tình cảm xung quanh họ nữa.

## Nhân vật
Amano Keita (雨野 景太)
Lồng tiếng bởi: Han Megumi
Tendō Karen (天道 花憐)
Lồng tiếng bởi: Kanemoto Hisako
Hoshinomori Chiaki (星ノ守 千秋)
Lồng tiếng bởi: Iwami Manaka
Uehara Tasuku (上原 祐)
Lồng tiếng bởi: Toyonaga Toshiyuki
Sakurano Aguri (桜野 亜玖璃)
Lồng tiếng bởi: Ōkubo Rumi
Hoshinomori Konoha (星ノ守 心春)
Lồng tiếng bởi: Kuwahara Yūki
Misumi Eiichi (三角 瑛一)
Lồng tiếng bởi: Hanae Natsuki
Kase Gakuto (加瀬 岳人)
Lồng tiếng bởi: Takumi Yasuaki
Ōiso Niina (大磯 新那)
Lồng tiếng bởi: Yoshino Yuna

## Đa phương tiện

### Light novel
Aoi Sekina lần đầu xuất bán sêri vào năm 2015 thông qua Fujimi Fantasia Bunko của Fujimi Shobo và được minh họa bởi Saboten. Toàn bộ 12 tập đã được phát hành.

#### Danh sách tập
Tựa đề mỗi tập được đặt theo cấu trúc: Nhân vật + "và" + từ tiếng Nhật + từ tiếng Anh
| #  | Nhan đề | Ngày phát hành Tiếng Nhật | ISBN Tiếng Nhật   |
| -- | --- | ------------------------- | ----------------- |
| 1  | Amano Keita và thanh xuân Continue Amano Keita to seishun Kontinyū (雨野景太と青春コンティニュー)                         | 20 tháng 3 năm 2015       | 978-4-04-070533-0 |
| 2  | Tendō Karen và Happy End bất ngờ Tendō Karen to fuiuchi Happī Endo (天道花憐と不意打ちハッピーエンド)                     | 18 tháng 7 năm 2015       | 978-4-04-070534-7 |
| 3  | Hoshinomori Chiaki và New Game của tình đầu Hoshinomori Chiaki to hatsukoi Nyū Gēmu (星ノ守千秋と初恋ニューゲーム)        | 20 tháng 11 năm 2015      | 978-4-04-070753-2 |
| 4  | Aguri và Critical vô thức Aguri to mujikaku Kuritikaru (亜玖璃と無自覚クリティカル)                                       | 19 tháng 3 năm, 2016      | 978-4-04-070754-9 |
| 5  | Gamers và Game Over toàn diệt Gēmāzu to zenmetsu Gēmu Ōbā (ゲーマーズと全滅ゲームオーバー)                                | 20 tháng 7 năm 2016       | 978-4-04-070969-7 |
| 6  | Gamer cô đơn và Chain Combo tỏ tình Bocchi Gēmā to kokuhaku Chein Konbo (ぼっちゲーマーと告白チェインコンボ)              | 19 tháng 11 năm 2016      | 978-4-04-070970-3 |
| 7  | Gamers và Dead End của nụ hôn Gēmāzu to kuchizuke Deddo Endo (ゲーマーズと口づけデッドエンド)                             | 18 tháng 3 năm 2017       | 978-4-04-070971-0 |
| 8  | Hoshinomori Konoha và Back Attack quay ngược Hoshinomori Konoha to gyakuten Bakku Atakku (星ノ守心春と逆転バックアタック) | 20 tháng 7 năm 2017       | 978-4-04-072369-3 |
| 9  | Amano Keita và Skill Reset thanh xuân Amano Keita to seishun Sukiru Risetto (雨野景太と青春スキルリセット)                | 20 tháng 1 năm, 2018      | 978-4-04-072370-9 |
| 10 | Tendō Karen và Update bất ngờ Tendō Karen to fuiuchi Appudēto (天道花憐と不意打ちアップデート)                            | 19 tháng 5 năm 2018       | 978-4-04-072371-6 |
| 11 | Gamers và Multi End của tình đầu Gēmāzu to hatsukoi Maruchi Endo (ゲーマーズと初恋マルチエンド)                           | 20 tháng 10 năm 2018      | 978-4-04-072900-8 |
| 12 | Gamers và thanh xuân Continue Gēmāzu to seishun Kontinyū (ゲーマーズと青春コンティニュー)                                 | 19 tháng 10 năm 2019      | 978-4-04-072901-5 |

### Manga
Một bộ manga 4 ô được Yamucha vẽ tuần tự phát hành trong Shōnen Ace của Fujimi Shobo

### Anime
| No. | Tiều đề | Ngày phát hành chính thức |
| --- | --- | ------------------------- |
| 1   | "Amano Keita và chương người được chọn" "Amano Keita to Michibi Kareshisha-tachi" (雨野景太と導かれし者達)                              | 13 tháng 7 năm 2017       |
| 2   | "Uehara Tasuku và Trò chơi mới +" "Uehara Tasuku to Tsuyokute Nyū Gēmu" (上原祐と強くてニューゲーム)                                    | 20 tháng 7 năm 2017       |
| 3   | "Hoshinomori Chiaki và mối quan hệ xã giao" "Hoshinomori Chiaki to Surechigai Tsūshin" (星ノ守千秋とすれ違い通信)                       | 27 tháng 7 năm 2017       |
| 4   | "Tendō Karen và những ngày suy sụp" "Tendō Karen to Suranpu Deizu" (天道花憐とスランプ・デイズ)                                         | 3 tháng 8 năm 2017        |
| 5   | "Aguri và lỗi giao tiếp" "Aguri to Tsūshin Erā" (亜玖璃と通信エラー)                                                                    | 10 tháng 8 năm 2017       |
| 6   | "Gamers and Wipeout "Game Over"" "Gēmāzu to Zenmetsu Gēmu Ōbā" (ゲーマーズと全滅ゲームオーバー)                                         | 17 tháng 8 năm 2017       |
| 6   | "Karen Tendo and Surprise "Happy End"" "Tendō Karen to Fuiuchi Happī Endo" (天道花憐と不意打ちハッピーエンド)                           | 17 tháng 8 năm 2017       |
| 7   | "Amano Keita và cuộc đi chơi vui nhất của Tendō Karen" "Amano Keita to Tendō Karen no Saikō no Goraku" (雨野景太と天道花憐の最高の娯楽) | 24 tháng 8 năm 2017       |
| 8   | "Erogamer và watching mode" "Erogēmā to Kansen Mōdo" (エロゲーマーと観戦モード)                                                         | 31 tháng 8 năm 2017       |
| 8   | "Gamer và Trò chơi cuộc sống của họ" "Gēmāzu to Hansei Gēmu" (ゲーマーズと半生ゲーム)                                                   | 31 tháng 8 năm 2017       |
| 9   | "Hoshinomori Chiaki và tài khoản bị đổi chủ" "Hoshinomori Chiaki to Akaunto Hakku" (星ノ守千秋とアカウントハック)                       | 7 tháng 9 năm 2017        |
| 10  | "Gamer và giai đoạn tiếp theo" "Gēmāzu to Nekusuto Sutēji" (ゲーマーズとネクストステージ)                                               | 14 tháng 9 năm 2017       |
| 11  | "Gamer và tiếp tục tuổi trẻ" "Gēmāzu to Seishun Kontinyū" (ゲーマーズと青春コンティニュー)                                              | 21 tháng 9 năm 2017       |
| 12  | "Gamer và cuộc trò chuyện về hệ tống thanh toán" "Gēmāzu to Kakin Tōku" (ゲーマーズと課金トーク)                                        | 28 tháng 9 năm 2017       |